# Carena de les Rovires
La Carena de les Rovires és una serra situada al municipis de Borredà a la comarca del Berguedà i el de Les Llosses a la comarca del Ripollès, amb una elevació màxima de 911 metres.